# Vertiente del Pacífico (Risaralda)
La Vertiente del Pacífico es una de las tres subregiones en que se subdivide el departamento colombiano de Risaralda; está conformada por los siguientes municipios:
- Mistrató
- Pueblo Rico